# Aydoğdu, Güney
Aydoğdu là một xã thuộc huyện Güney, tỉnh Denizli, Thổ Nhĩ Kỳ. Dân số thời điểm năm 2010 là 375 người.